# Custom Virtual Keyboard
Pour les articles homonymes, voir CVK.
Custom Virtual Keyboard  (CVK, en français Clavier Virtuel Personnalisable) puis CiviKey est un clavier virtuel développé par l'école d'informatique IN'TECH (Groupe ESIEA). 
Le projet CVK a été renommé CiviKeyen 2010 à la suite de la prise en charge de celui-ci par l'entreprise Invenietis. Celui-ci reste open source et est hébergé sur GitHub sous le nom CK-Certified.

## Histoire
Le projet a démarré en 2004 alors que l'école répondait à un appel d'offres de la plateforme des nouvelles technologies (PFNT) de l'l'hôpital Raymond-Poincaré à Garches en France. 
Le CVK est soutenu par la Steria et par la PFNT de l'hôpital Raymond-Poincaré et conseillé par ses ergothérapeutes.

## Principe
Le CVK a pour finalité principale, l'accessibilité à l'informatique pour les personnes à accessibilité réduite. 
Il est entièrement personnalisable afin de répondre à tous les types de handicaps susceptible d'utiliser un clavier virtuel.

### Fonctionnalités
Il dispose de nombreuses fonctionnalités, toutes configurables :
- clic automatique (durée entre chaque click personnalisable) ;
- défilement automatique des zones du claviers :
  - zones personnalisables,
  - durée de la surbrillance d'une zone et type d'envoi de touches (envoie de la touche "Pressed" "Enfoncée") configurable ;
- re centrage automatique de la souris ;
- souris virtuelle avec système radar ;
- son personnalisable à l'envoi d'une touche ;
- grossissement de la touche actuellement sélectionnée ;
- prédiction de mots avancée avec un algorithme de niveau 3 en prédiction, développé par l'Université de Tours.

Le clavier est entièrement personnalisables, des images de fond à celles des touches / transparence / Clavier farfelue / Séparé en deux / etc.
Le guide du développeur ainsi que les manuels et architectures du CVK sont disponibles sur le site Internet à cette adresse.
Le CVK 2 est développé en C# .NET et dispose d'une architecture de gestions des fonctionnalités additionnelles (Plug-ins).